# .om
.om ist die länderspezifische Top-Level-Domain (ccTLD) des Staates Oman. Sie wurde am 11. April 1996 eingeführt und wird von der staatlichen Telecommunications Regulatory Authority (TRA, Regulierungsbehörde für Telekommunikation) verwaltet. Die TRA hat die offizielle Verwaltung im Jahr 2008 von Omtel übernommen, die technische Infrastruktur stammt von der australischen AusRegistry.